# La Patrouille de l'aube (film, 1930)
Pour les articles homonymes, voir La Patrouille de l'aube.
Pour plus de détails, voir Fiche technique et Distribution.
La Patrouille de l'aube (The Dawn Patrol) est un film américain sur la Première Guerre mondiale réalisé par Howard Hawks en 1930.
En 1938, Edmund Goulding en réalisera le remake : La Patrouille de l'aube.

## Fiche technique
- Photographie : Ernest Haller
- Montage : Ray Curtiss
- Musique : Rex Dunn
- Directeur artistique : Jack Okey
- Décors de plateau : Ray Moyer (non crédité)
- Production : Robert North
- Société de distribution : First National Pictures
- Langue : anglais, allemand, français
- Affiche : Jacques Bonneaud (France)

## Distribution
- Richard Barthelmess : Dick Courtney
- Douglas Fairbanks Jr. : Douglas 'Doug' Scott
- Neil Hamilton : Major Brand
- Frank McHugh : Flaherty
- Clyde Cook : Bott
- James Finlayson : Sergent
- Gardner James : Ralph Hollister
- William Janney : Gordon 'Donny' Scott
- Edmund Breon : Lieutenant Phipps
- Harry Allen : le mécanicien Allen